# Palaiargia stellata
Palaiargia stellata – gatunek ważki z rodziny pióronogowatych (Platycnemididae). 

## Występowanie
Jest znany tylko ze starych stwierdzeń (ostatnie pochodzi z 1959 roku) z dwóch stanowisk na półwyspie Onin (część półwyspu Bomberai) w indonezyjskiej części Nowej Gwinei. Zaobserwowano ją na wysokości do 250 m n.p.m. w środowisku leśnym.